# 1991 DY
1991 DY är en asteroid i huvudbältet som upptäcktes 19 februari 1991 av den amerikanske astronomen Eleanor F. Helin vid Palomar-observatoriet.
Asteroiden har en diameter på ungefär 9 kilometer.